# Kilómetro Once
Kilómetro Once är en ort i Mexiko.   Den ligger i kommunen Zitácuaro och delstaten Michoacán de Ocampo, i den södra delen av landet, 130 km väster om huvudstaden Mexico City. Kilómetro Once ligger 2 233 meter över havet och antalet invånare är 189.
Terrängen runt Kilómetro Once är huvudsakligen kuperad, men österut är den bergig. Terrängen runt Kilómetro Once sluttar västerut. Runt Kilómetro Once är det ganska tätbefolkat, med 90 invånare per kvadratkilometer. Närmaste större samhälle är Heróica Zitácuaro, 8,4 km norr om Kilómetro Once. I omgivningarna runt Kilómetro Once växer i huvudsak blandskog.